# Выхвостовский сельский совет (Городнянский район)
Выхвостовский сельский совет (укр. Вихвостівська сільська рада) — входит в состав
Городнянского района
Черниговской области
Украины.
Административный центр сельского совета находится в 
с. Выхвостов
.

## Населённые пункты совета
- с. Выхвостов
- с. Развиновка